# Meteorium africanum
Meteorium africanum är en bladmossart som beskrevs av Mitten 1886. Meteorium africanum ingår i släktet Meteorium och familjen Meteoriaceae. Inga underarter finns listade i Catalogue of Life.